# ロンドン地下鉄1986形電車
ロンドン地下鉄1986形電車は1986年、1987年に製造され、ロンドン地下鉄セントラル線、ジュビリー線で試験を行った試作電車。1992形電車の試作車と位置付けられる。ロンドン地下鉄の2種類ある車両サイズのうち、小さいほうのサイズの車両群に属する。

## 概要

1986形電車の内装
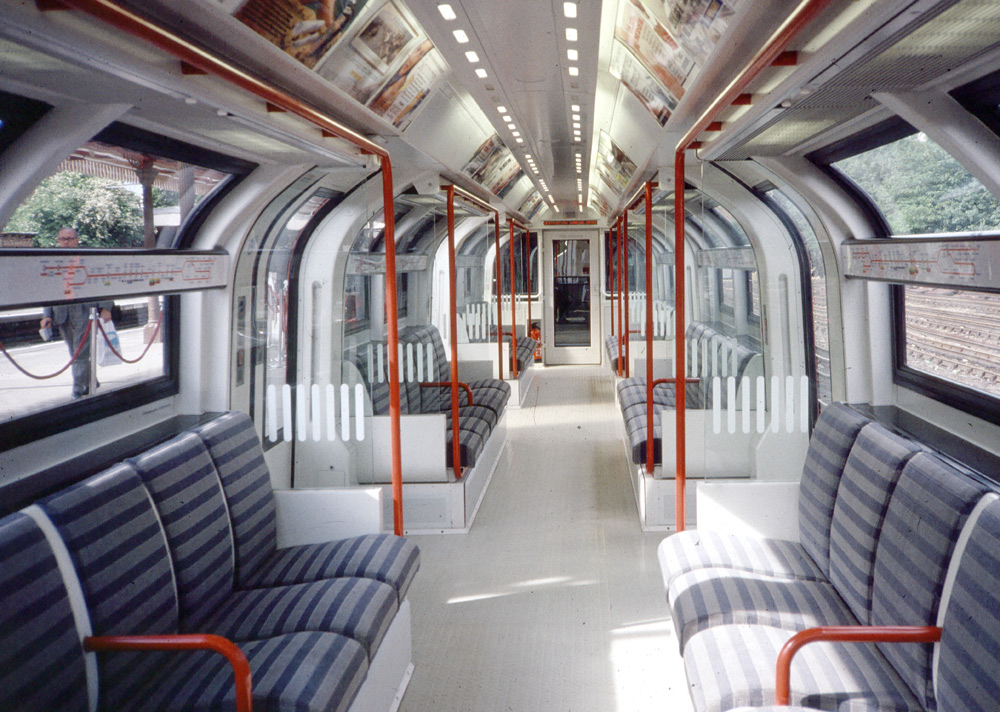
赤編成
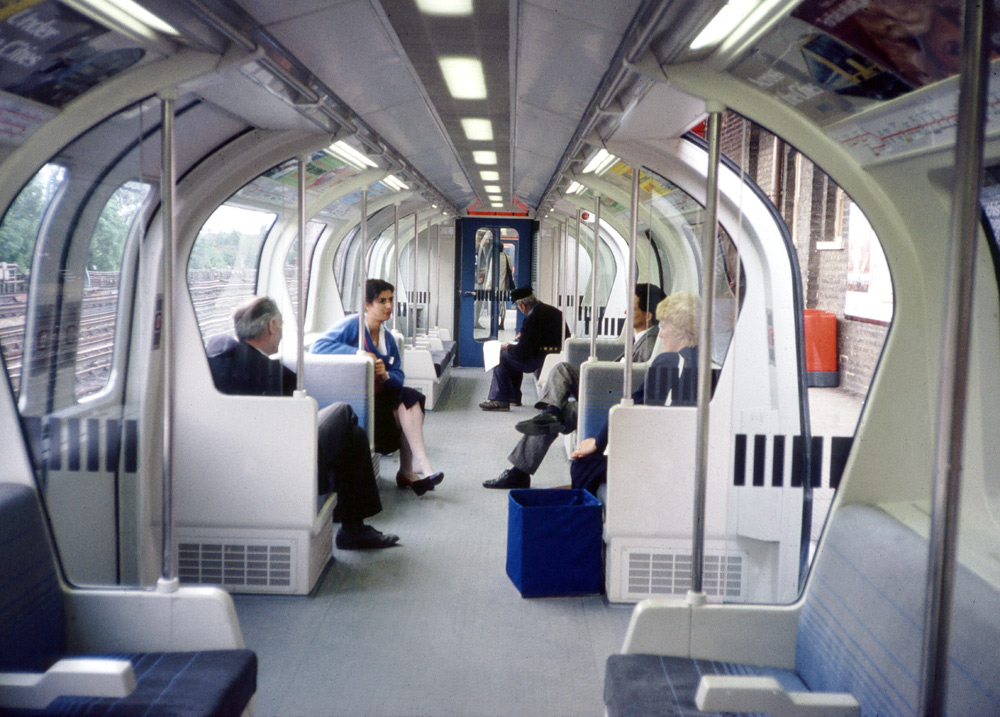
青編成
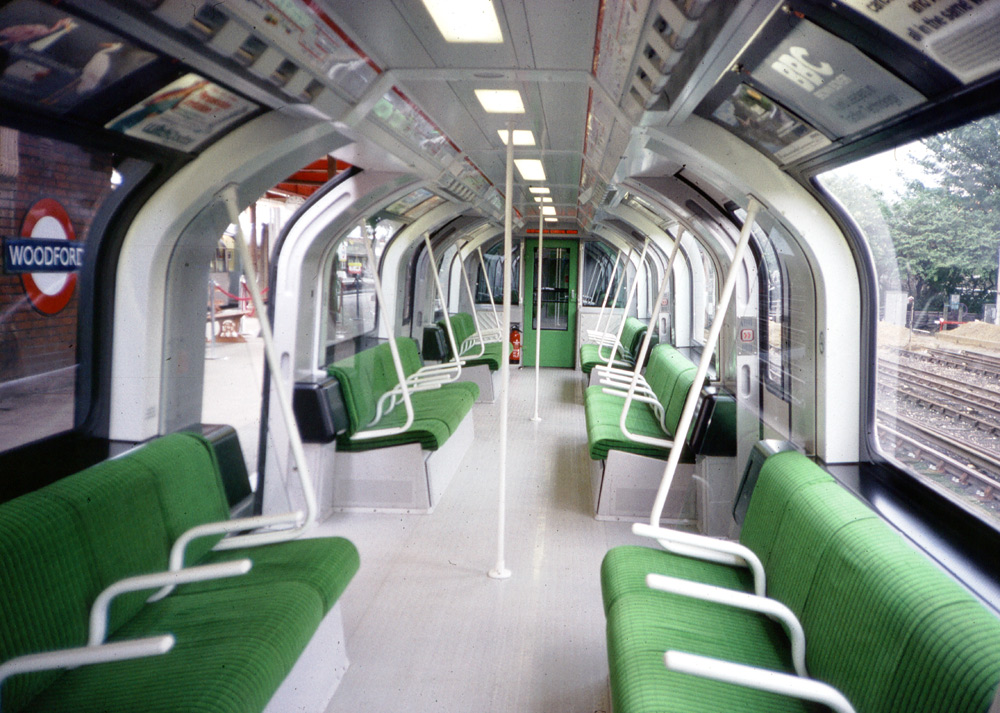
緑編成
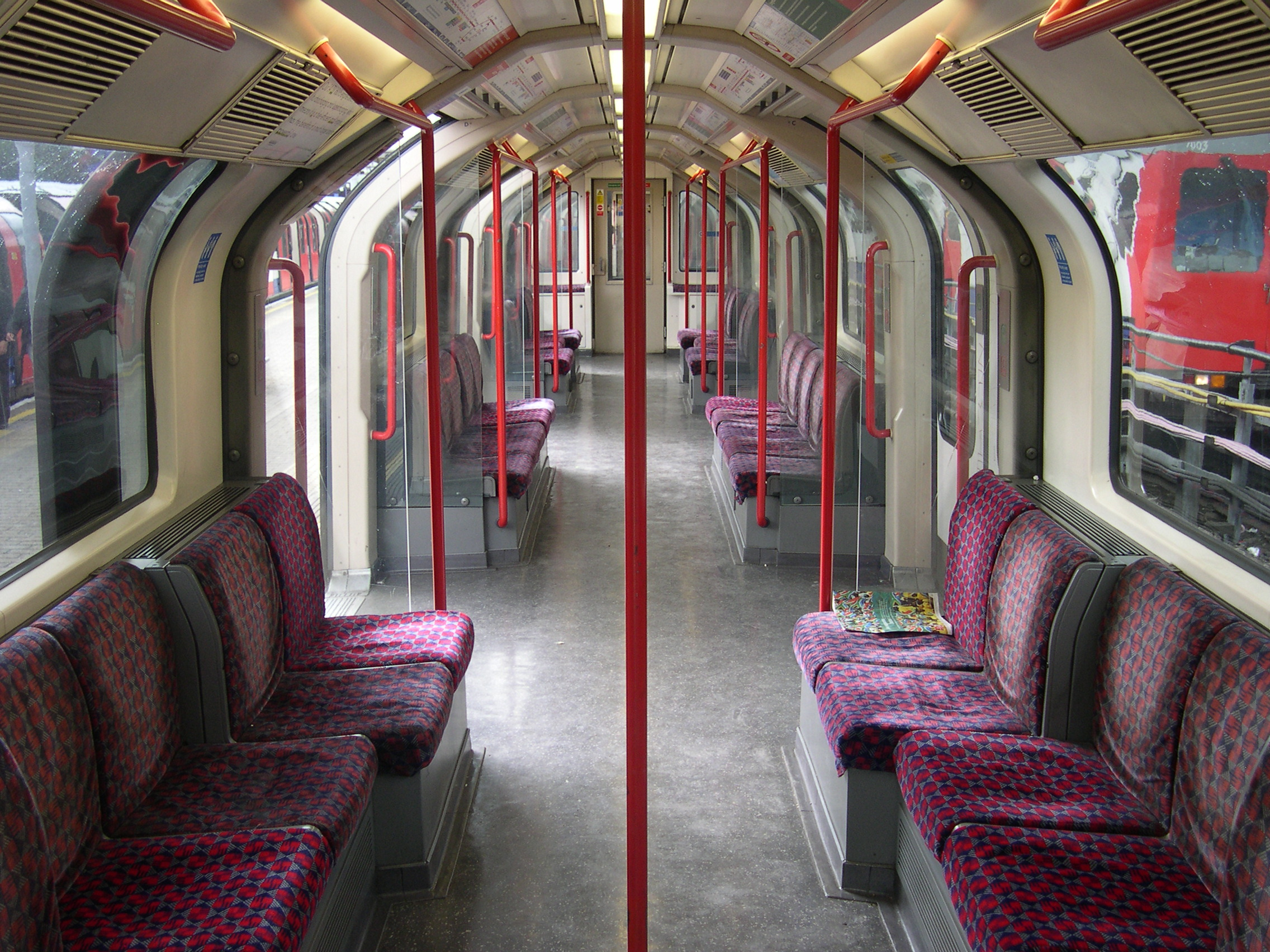
1992形電車（参考）

ロンドン地下鉄の次世代車両の試作車として、車体製造方法、電装品、客室内レイアウトに数々の試験要素を盛り込み、2両1ユニットx2の4両編成3本が1986年から1987年にかけて製造された。各編成は乗客の反応を確認する試験で識別が容易な様それぞれ別の車体色に塗装された。製造者、車体色、車両番号を下表に示す。各ユニットを組み合わせて編成を組むことが可能な様設計されていた。
| 編成番号 | DM | NDM | NDM | DM | 編成色 | 車体メーカー   | 電装品メーカー |
| -------- | -- | --- | --- | -- | ------ | -------------- | -------------- |
| A        | 11 | 21  | 22  | 12 | 赤     | メトロキャメル | GEC            |
| B        | 13 | 23  | 24  | 14 | 青     | BREL           | Brush          |
| C        | 15 | 25  | 26  | 16 | 緑     | メトロキャメル | Brown-Boveri   |

1986形電車の外観
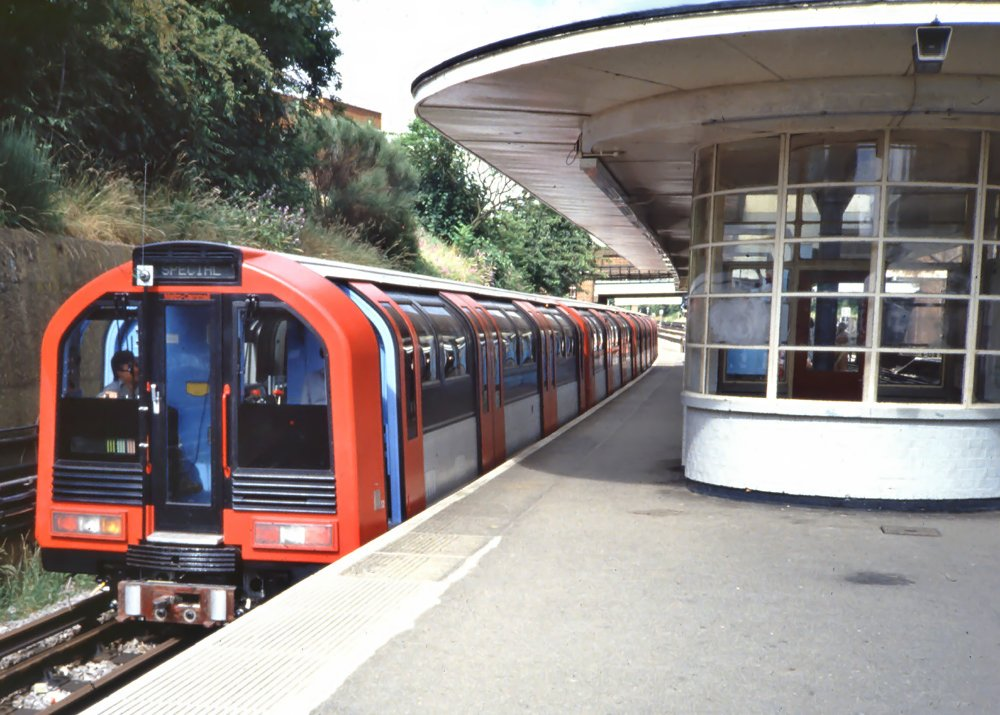
赤(A)編成
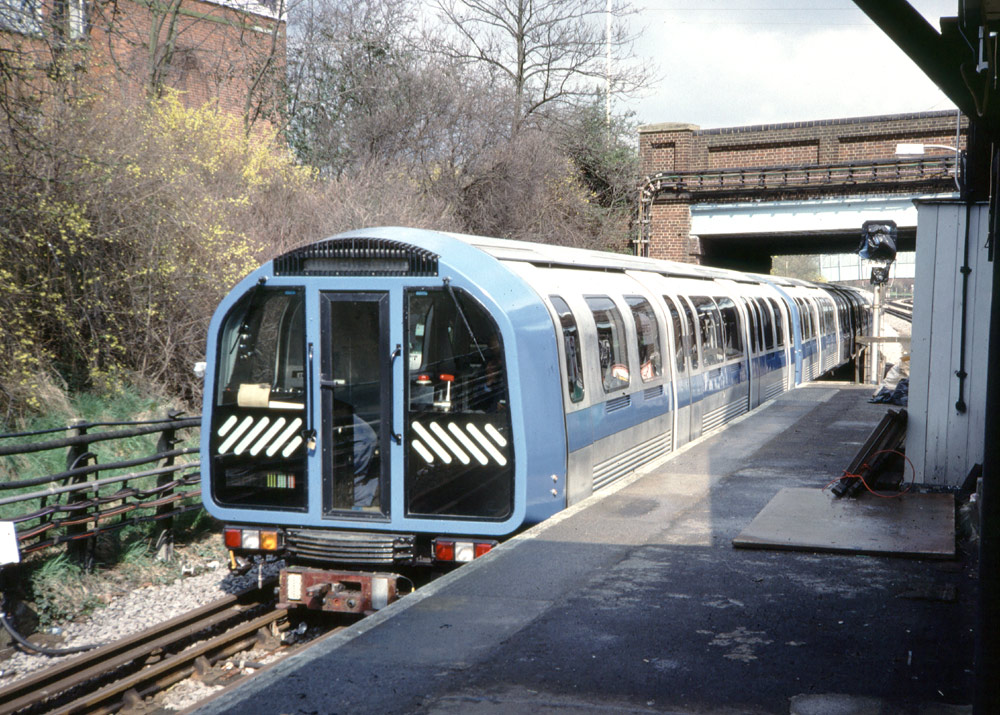
青(B)編成
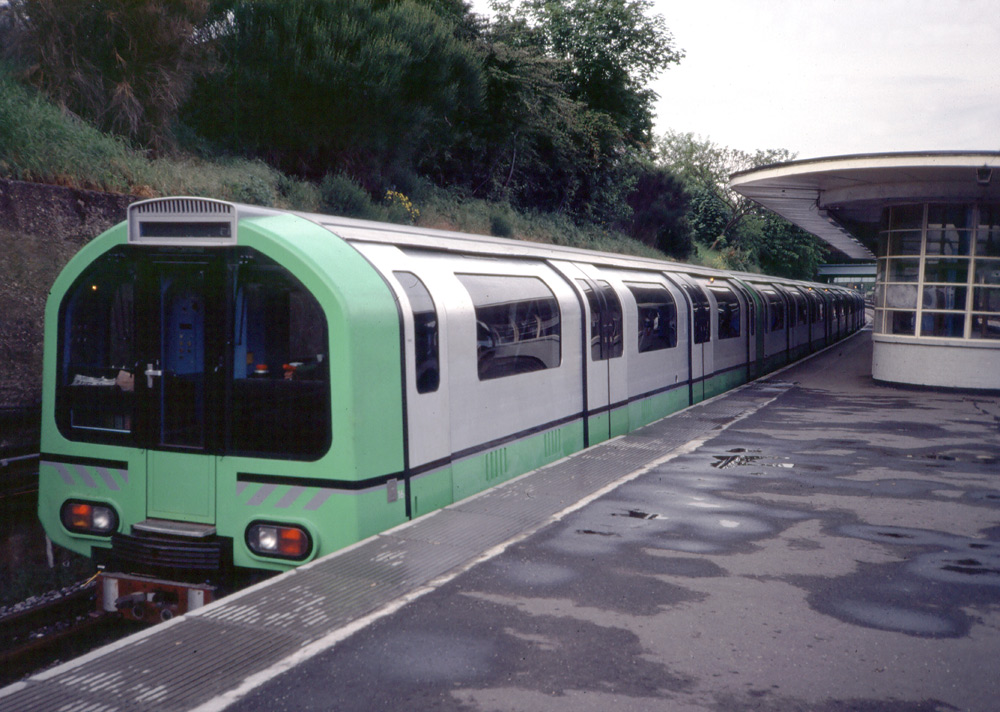
緑(C)編成
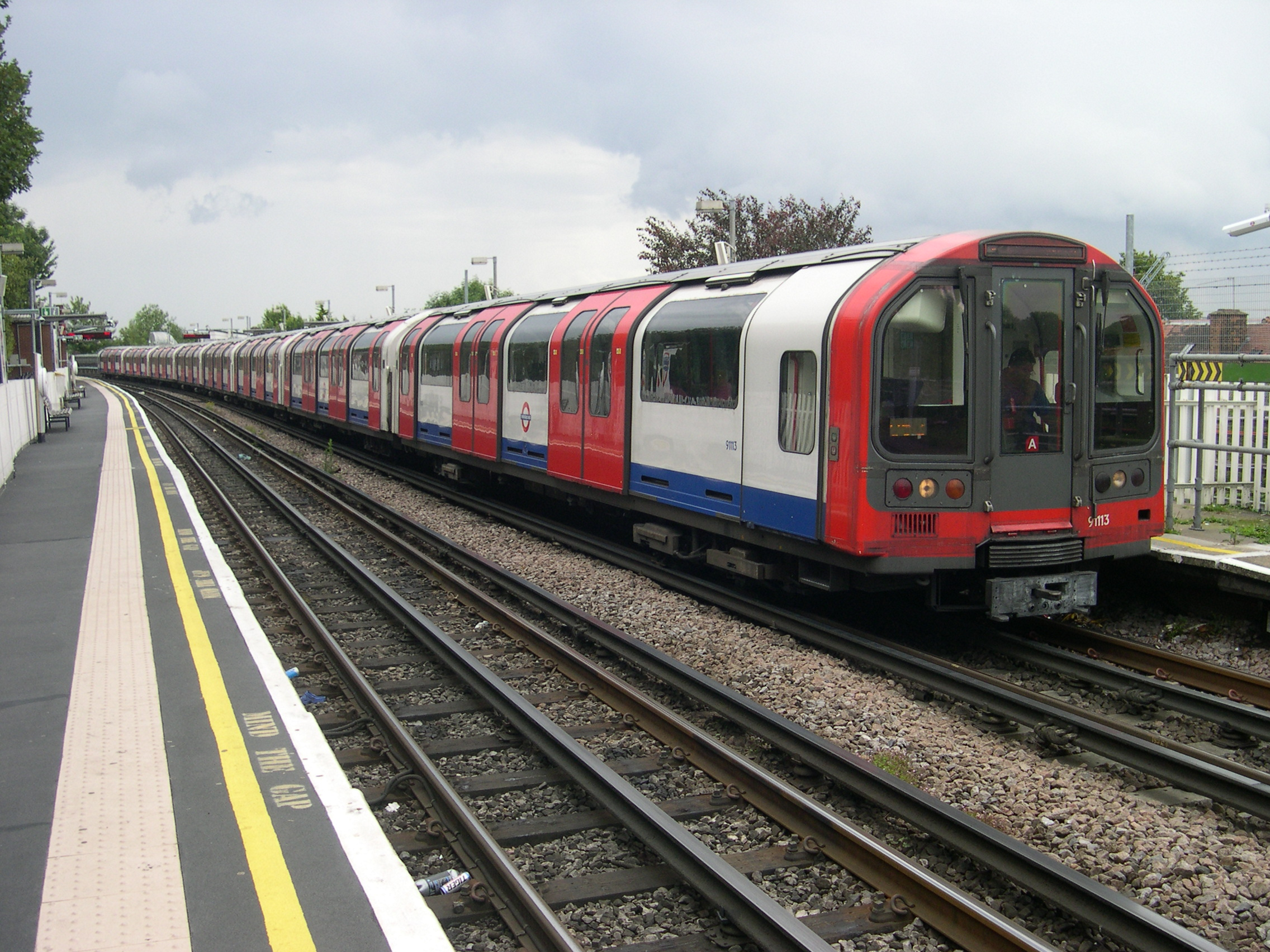
1992形電車（参考）

- 1986形電車の内装
- 赤編成
- 青編成
- 緑編成
- 1992形電車（参考）

## 外観の特徴
大型アルミ押出型材を溶接して車体を構成、軽量化、工作の容易化のため戸袋が廃止されドアが外釣り式となった。1952形電車のモックアップで試験された窓が屋根R部までまわりこむデザインが初めて採用された。

## 営業運転と廃車
セントラル線での各種試験の後、ジュビリー線で1988年5月8日から試験的営業運転を行い、当初1989年9月末までと予定されていたが、1989年8月14日にニーズデン駅で脱線事故を起こし、営業運転からはずされた。A、C編成はニーズデンで、B編成はアクトンで保管されたが、1996年8月から10月にかけてロンドン交通博物館アクトン車庫に収蔵された16号車を除いて解体された。
量産車である1992形電車はBRELに発注された。